# Pave Sabinianus
Sabinianus (død 22. februar 606) var pave fra 13. september 604 til sin død i 606. Han var pave i det byzantinske pavedømme, og var den fjerede apocrisiarius i Konstantinopel som blev valgt til pave.
Han blev født ved Blera nær Viterbo. Han blev sendt til Konstantinopel som nuntius af Pave Gregor 1., men var tilsyneladende ikke tilfreds med sin stilling. Han vendte tilbage til Rom i 597.
Han blev sandsynligvis gjort til pave d. 13. september 604. Han blev upopulær som følge af en dårlig ført økonomi, selvom Liber Pontificalis skriver, at han uddelte korn i rom under en hungersnød. Den lærde italienske augustiner Onofrio Panvinio (1529–1568) tilskriver Sabinianus for at have introduceret ringen med klokker for at fejre nadver, i sit værk Epitome pontificum Romanorum (Venedig, 1557). Dette blev dog nævnt af Guillaume Durand i Rationale Divinorum Officiorum fra 1200-tallet.
Under sit styre blev han betragtet som en modsætning til forgængeren Gregor 1. Hvor Gregor havde uddelt korn til Roms befolkning da en invasion truede, så solgte Sabinianus det til høje priser (selvom det muligvis er en senere tilføjelser af de personer, som har biograferet Gregor). I Liber Pontificalis bliver han rost for at "fylde kirken med præster" i modæstning til Gregor, der hurtigt steg fra at være en simpel munk til biskop i rom.